# (6601) Schmeer
(6601) Schmeer  es un asteroide del cinturón principal perteneciente al cinturón de asteroides, región del Sistema solar que se encuentra entre las órbitas de Marte y Júpiter.
Fue descubierto el 7 de diciembre de 1988 por Seiji Ueda y Hiroshi Kaneda desde Kushiro, Japón.

## Designación y nombre
Designado provisionalmente como 1988 XK1 fue nombrado por Patrick Schmeer (n. 1964) quien es un astrónomo aficionado que observa estrellas variables cataclísmicas desde Saarbrücken-Bischmisheim, Alemania. Detectó la erupción de la nova recurrente U Scorpii en 1999 y varios estallidos raros de novas enanas, y ha identificado varias posibles novas enanas como planetas menores.

## Características orbitales
Schmeer está situado a una distancia media del Sol de 2,372 ua, pudiendo alejarse hasta 2,934 ua y acercarse hasta 1,811 ua. Su excentricidad es 0,237 y la inclinación orbital 2,261 grados. Emplea 1334,73 días en completar una órbita alrededor del Sol.

## Características físicas
La magnitud absoluta de Schmeer es 13,93. Tiene 6,946 km de diámetro y su albedo se estima en 0,133.